# Incendio de Goseong de 2019
El incendio de Goseong de 2019 fue un incendio sucedido en el condado de Goseong, ubicado en la provincia de Gangwon, Corea del Sur, del 4 al 6 de abril de 2019, que se extendió a las ciudades de Sokcho, Inje, Donghae y Gangneung okgye-myeon, provocando dos muertes, más de 30 heridos y la evacuación de más de 4000 habitantes. La causa del incendio aún está bajo investigación, pero se cree que fue iniciada por un cable de alto voltaje extra propiedad de Korea Electric Power Corporation que cayó debido a los fuertes vientos que provocaron un arco eléctrico. El incendio dañó más de 200 casas y más de 2000 edificios, y provocó daños estimados en 5200 millones de wones surcoreanos (4,6 millones de dólares). Más de 13 000 bomberos se movilizaron de otras partes del país para combatir el incendio.